# Le Livre du blocus

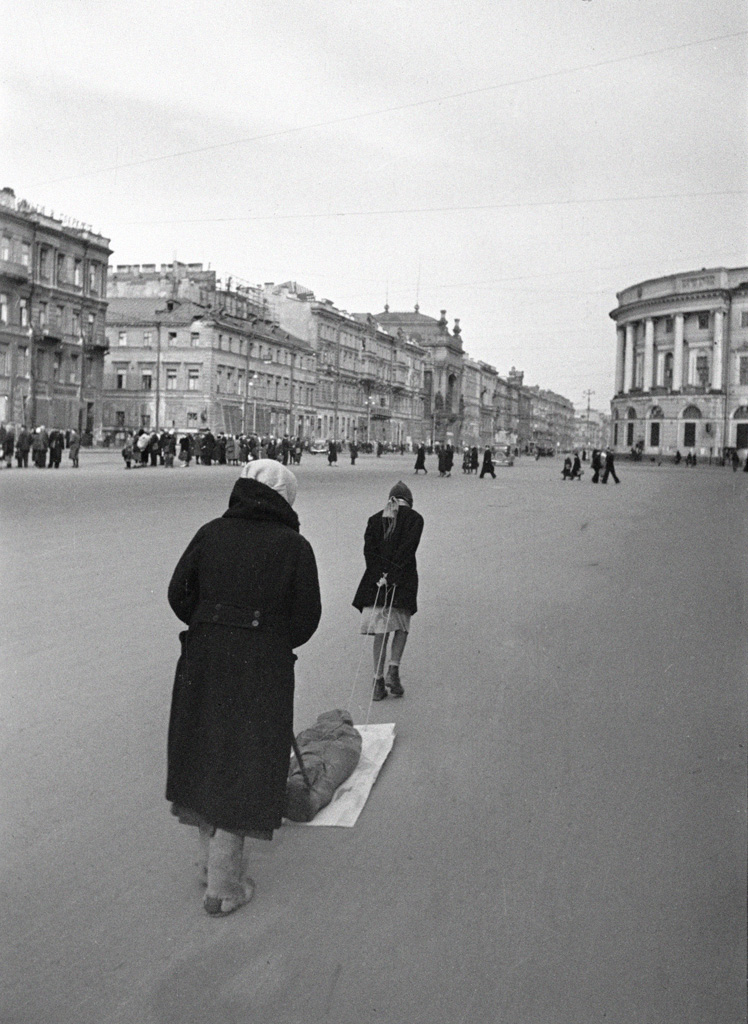
Avril 1942, une femme et une jeune fille traînent un cadavre dans les rues de Leningrad

Le Livre du blocus (en russe : Блокадная книга (1977-1982)) est une chronique documentaire sur le siège de Leningrad, écrite par les co-auteurs soviétiques Daniil Granine et Alès Adamovitch.
C'est Alès Adamovitch qui a pris l'initiative de la création de cet ouvrage. Les auteurs ont recueilli deux cent récits de victimes du blocus, qui ont été enregistrés sur magnétophone. L'ensemble forme un ouvrage de 4 000 pages. La première partie a été publiée par extraits dans des magazines dont le Novy Mir (n° 12 de 1977, chapitres du Livre du blocus). La censure n'a toutefois pas laissé passer les récits de pillage dans la ville assiégée. Lors de la publication de l'ouvrage à Leningrad, le livre fut interdit et ne fut diffusé qu'en 1984, après le changement de parti dirigeant dans la ville. La ville-victime, telle qu'elle se présente dans cette « épopée de la souffrance humaine », s'oppose à la propagande soviétique officielle qui a cultivé l'exploit de la ville–héros, mais a ignoré les millions de vies perdues. Daniil Granine souligne que Le Livre du blocus est avant tout un ouvrage sur l'intelligentsia et l'intellectualité .

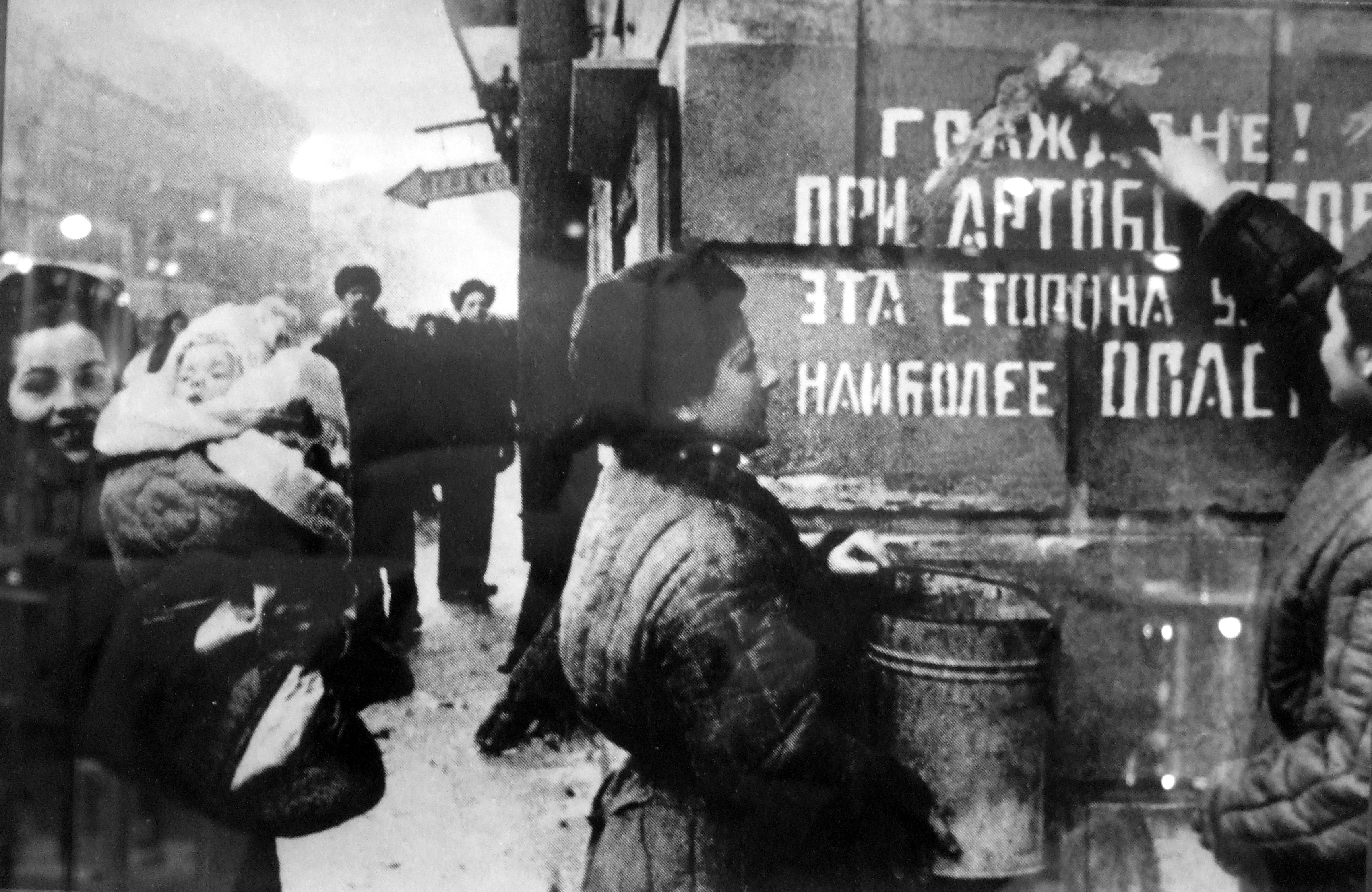
Avis : Citoyens, ce côté de la rue est plus dangereux pendant les tirs de barrage

## Contenu

### Préface
Le livre est consacré aux 900 jours du blocus de Leningrad par les troupes fascistes allemandes. La vaillance des habitants de Léningrad et leur fidélité à la Patrie socialiste sont particulièrement signalées. Le rôle de l'organisation du parti de Léningrad, qui est devenu l'initiateur de la création d'une milice populaire contre les envahisseur est hautement apprécié. Par ailleurs, le rôle qu'a également joué Léningrad dans la diversion des forces hitlériennes de Moscou est bien signalé.
Malgré les efforts héroïques entrepris par le parti et le gouvernement, les normes de quantité de pain distribuée à la population sont tombées à 125 grammes par jour à partir du 20 novembre 1941. L'arrivée d'eau et le fonctionnement des égouts n'est plus assuré, l'alimentation d'énergie thermique cesse de fonctionner. Pour sauver les habitants de la ville de la mort de faim, la Route de la vie a été organisée sur la glace du lac Ladoga. Grâce à cette route 550 000 habitants ont été évacués et il a été possible de faire rentrer de la nourriture dans la ville assiégée. À l'automne 1942, l'industrie d'armement renaît. Le blocus finit par être partiellement rompu après l'offensive Siniavino (1942) puis l'opération Iskra le 18 janvier 1943. Cependant, les bombardements et les tirs d'artillerie sur la ville se poursuivent. Ce n'est que le 27 janvier 1944 que Léningrad est complètement libérée du blocus ennemi.

### Première partie
Les auteurs attirent l'attention sur des éléments quotidiens tels les appartements de Léningrad avec leurs parquets, les divans, les pianos, les poêles. Il n'est pas possible de se souvenir du blocus sans évoquer non plus les poèmes d'Olga Bergholtz diffusés à la radio, ou le journal intime de Tania Savitcheva, exposé aujourd'hui au cimetière mémorial de Piskarevskoïe. Une grande attention est accordée dans le Livre du blocus au souvenirs qui sont la « douleur vivante de la mémoire. » La souffrance liée à la famine, au marasme nutritionnel et au froid y est abondamment évoquée.
Le 6 septembre 1941, a lieu le premier bombardement de Léningrad, et le 8 septembre l'entrepôt Badayev est bombardé. Les chars ennemis s'approchent à 4km de l' Usine Kirov, mais l'artillerie allemande est capable de tirer à une distance de 80 km. Les auteurs décrivent la peur des Léningradois, liée à un débarquement aérien ennemi dans l'un des cimetières de la ville. Les Allemands ne larguaient pas seulement des bombes mais aussi des tracts sur lequel on pouvait lire : «Mangez des lentilles, livrez nous Léningrad ». L'eau nécessaire était puisée directement dans la Neva (les conduites d'eau ne fonctionnaient plus), les meubles étaient brûlés pour réchauffer les appartements, le scorbut était soigné à partir d'aiguilles de pins. Le 21 novembre, par la route de glace du lac Ladoga sont passés les premiers convois tirés par des chevaux, puis les automobiles ont suivi. Parmi les autorités de la ville de l'Institut Smolny, le livre mentionne le président du comité exécutif de la ville Piotr Polkov (ru).
Du premier au 10 janvier 1942, dans les abris anti-aériens, des sapins de Noël ont été installés pour les écoliers dont les cadeaux les plus précieux étaient des mandarines de Géorgie, arrivées par la route de glace du Lac Ladoga. En janvier 1942, ce fût l'apparition de la pellagre. « En janvier-février les victimes disparaissaient au sein de leurs familles, mais dès avril 1942, dans la ville, le tramways circulaient à nouveau, l'approvisionnement en eau est rétabli, la quantité de pain délivrée par des coupons été améliorée. En hiver la norme de pain quotidienne est de 125 grammes, mais cela ne suffit pas pour survivre. Même une quantité de 300 grammes est déjà considérée comme mortelle. Les travailleurs reçoivent 500 grammes à partir de février 1942 et les employés 400 grammes. Au printemps, les Léningradois vont chercher des pissenlits dans les raïons d'Oudelnaïa et d' Ozerki. À partir des feuilles ils cuisent de la soupe, et avec les racines ils préparent des galettes. Au printemps, ils ramassent des orties au Jardin de Tauride et sèment des pommes de terre dans les environs de la chaussée de la Révolution.
Il existe aussi des cas de pillage de pains, mais les auteurs les considèrent comme des cas isolés. Dans le Livre du blocus, il est fait référence à la travailleuse du Musée de l'Ermitage qui raconte l'histoire d'une fille qui s'est empoisonnée, après avoir vu sa mère, devenue folle du fait de la faim, étriper et manger son chat domestique Maxime. Quand en septembre 1941, un éléphant du Zoo Leningrad a été tué lors d'un raid aérien les gens ont déploré que sa carcasse ait simplement été enterrée dans le sol sans être salée pour tenter de conserver la viande. Plusieurs animaux ont été amenés au zoo de Saratov, et certains ont survécu au blocus.
Les auteurs de l'ouvrage déplorent la dystrophie morale de la jeunesse actuelle, qui ne veux pas entendre parler du blocus. Ils critiquent également la littérature occidentale qui dénonce même la fait d'avoir défendu la ville assiégée. Ils affirment au contraire que la résistance de Leningrad a sauvé notre civilisation européenne du Troisième Reich millénaire . Les auteurs se réfèrent à la directive secrète du Führer 1-а 1601/41 du 22 septembre 1941, qui ordonnait de détruire la ville même en cas de reddition. C'est pourquoi la famine des assiégés est perçue (« ils ont mangé tous les chats, tous les chiens») comme « le tueur à gage des hitlériens » et « l'ennemi dissimulé du fascisme ».
Au début du blocus, 2,5 millions d'habitants vivaient à Léningrad. Il n'en restaient que 700 à la fin du siège. Mais un million d'habitants avaient été évacués par la Route de la vie.

### Seconde partie
Dans les premiers jours de la guerre, avant le début du blocus, à l'usine Kirov, commencent à se former des régiments de milice populaire. Chaque quartier de la ville est classé par division pour le district de Kirov, le district Moskovski, le district de Frounzé, le district de Kalinine et le district de l'Amirauté. Mais à l'hiver 1941/1942, le front se formait déjà à hauteur du village de Chouchary.
Le journal intime du directeur des archives Georgui Kniazev (ru) rapporte qu'au début de la guerre les scientifiques étaient occupés à fouiller à Samarcande la tombe de Tamerlan. Les Léningradois n'ont pas ressenti la guerre immédiatement et les dangers qui les menaçaient. Certains vont au cinéma où l'on joue le film récent Les boxeurs (ru), jouent aux échecs ou aux dominos dans les squares. À l'été 1941 ils comptent encore sur la puissante artillerie de la flotte de la Baltique et sur l'armée de Grigori Koulik. Les Léningradois ne ressentent pour la première fois le blocus que le 1er septembre 1941, quand les troupes allemandes atterrissent dans le quartier de la station Ivanovskaïa, coupant la liaison ferroviaire de Leningrad avec le continent. Le 6 septembre, la ville subit un premier bombardement et des tirs d'artillerie. Le 8 septembre des Junkers (que l'on appelait vautours) bombardent l'usine Kirov et le havre. Le 16 septembre, les Allemands prennent la station de Ligovo à 12 km seulement du centre-ville.
Le 3 décembre, parmi les premières victimes mortes de la faim, on compte dans son atelier, le long de la Karpovka, le peintre d'avant-garde Pavel Filonov. Les cadavres dans les rues et les appartements commencent à devenir une image familière du blocus. Du journal intime de Iouri Riabinkine, il ressort que les températures sont descendues en décembre 1941 jusqu'à -25-30°. Une histoire particulière est reprise dans l'ouvrage sur le blocus : celle de la directrice de l'orphelinat du district central qui se réjouit en voyant que deux enfants se bagarrent dans la cour de récréation en mars 1942, ce qu'elle perçoit comme un signe de retour à la vie.
Le Livre du blocus se termine par un adage biblique de l'Ecclésiaste : « Il y a un moment pour tout et un temps pour chaque chose sous le ciel… un temps pour amasser des pierres » dont le sens est donné pour l'occurrence par les auteurs : « recueillir des morceaux de la mémoire populaire ».

## Cinéma
Le livre a servi de base au film documentaire du réalisateur russe Alexandre Sokourov intitulé Lisons Le Livre du blocus (2009).
L'ouvrage a servi également à la réalisation du film Le Journal du blocus (2020; réalisateur Andreï Zaïtsev).

## Information
- En 2013, Le Livre du blocus est repris dans la liste des 100 livres pour les élèves en fédération de Russie, recommandée aux étudiants russes par le ministère de l'enseignement de la fédération de Russie[2].

## Éditions
- Daniil Granine et Alès Adamovitch. écrivains soviétiques, Le Livre du blocus Адамович А., Гранин Д. Блокадная книга. М.: Советский писатель», 1979. 298 p.
- Daniil Granine et Alès Adamovitch. écrivains soviétiques, Le Livre du blocus Адамович А., Гранин Д. Блокадная книга. М.: Советский писатель», 1983. 433 p.
- Daniil Granine et Alès Adamovitch. Le Livre du blocus Moscou Адамович А., Гранин Д. Блокадная книга. — М.: ОЛМА Медиа Групп, 2013. — 624 p.
- Daniil Granine et Alès Adamovitch. Saint-Pétersbourg, Le Livre du blocus Адамович А., Гранин Д. Блокадная книга. СПб, Азбука, 2016.  (ISBN 978-5-389-12228-4).